# FSC Żuk
FSC Żuk – rodzina polskich samochodów dostawczych produkowana w FSC w Lublinie.

## Opis pojazdu

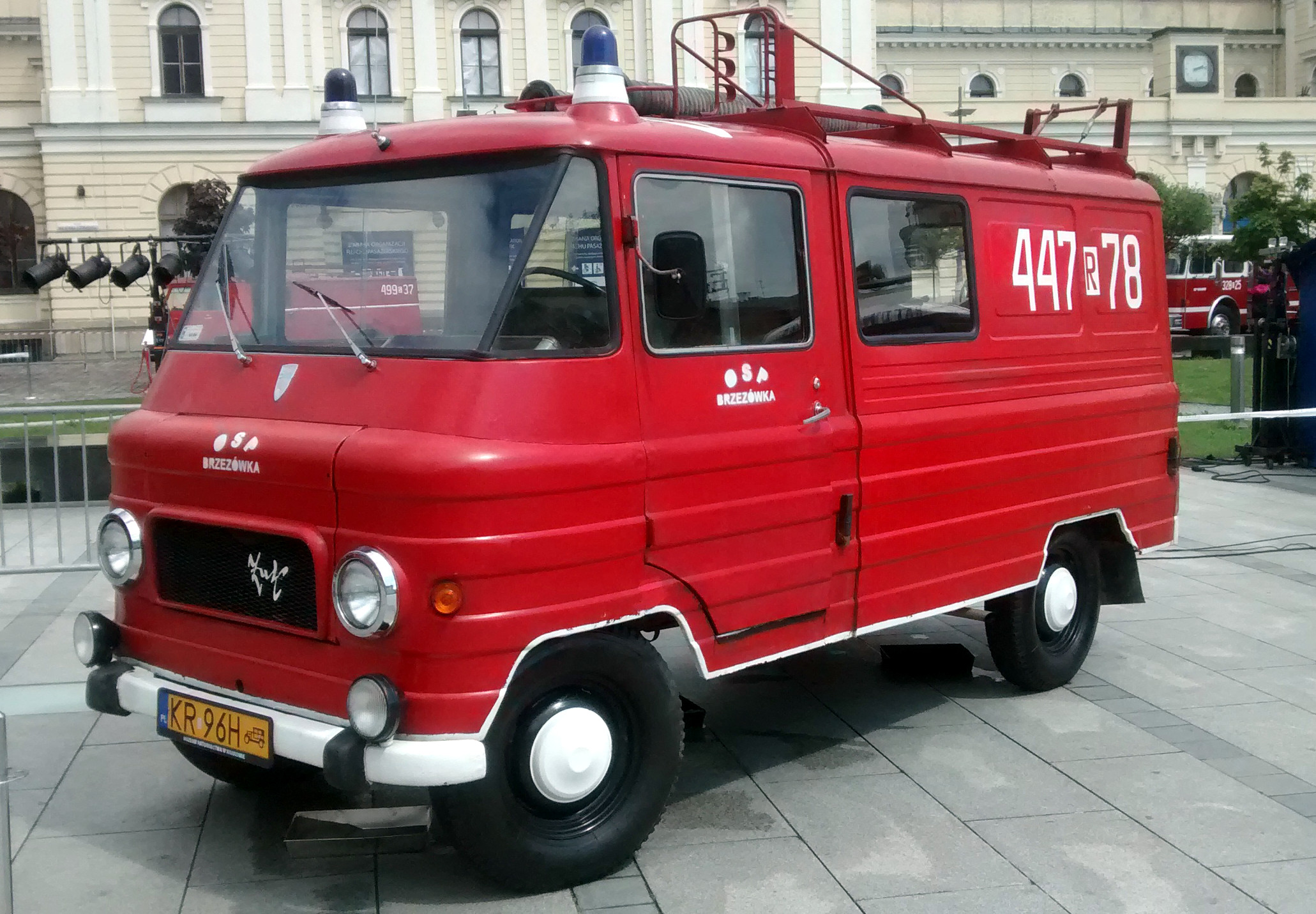
FSC Żuk A-15 w wersji pożarniczej

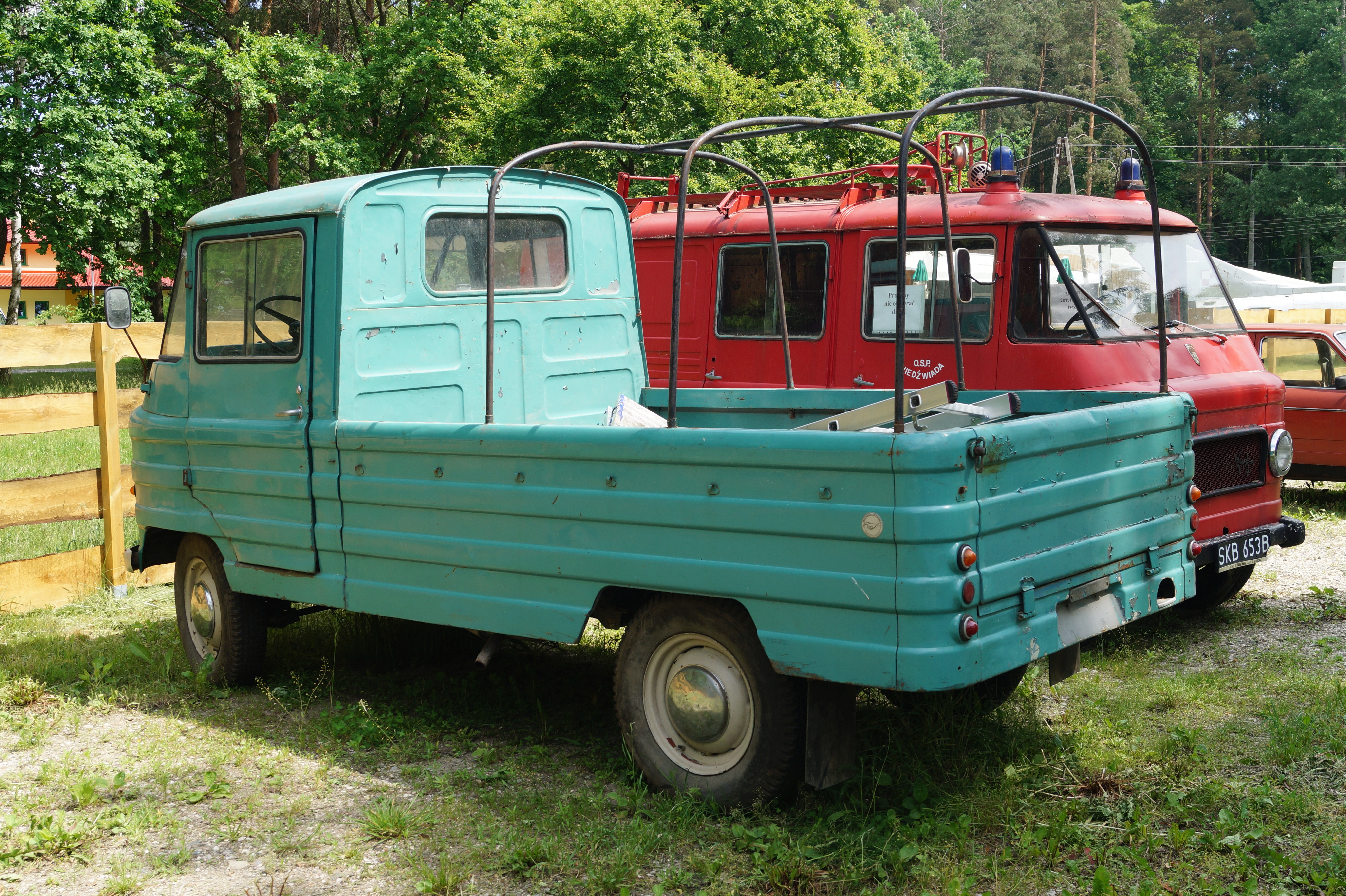
FSC Żuk A-03

Opracowany w 1956 roku na bazie samochodu FSO Warszawa miał wspólne z nim podwozie, silniki (poza silnikiem 4C90) i układ jezdny. Rozwiązanie to z jednej strony przyczyniło się do dużej popularności tego samochodu i jego niskiej ceny, z drugiej zaś strony było powodem rozlicznych wad takich jak:
- niska trwałość elementów zawieszenia przedniego,

- wysoko położona skrzynia ładunkowa,
- wysoko położony środek ciężkości,
- zbyt mały rozstaw kół,
- ograniczone możliwości w zakresie wzrostu parametrów samochodu (szczególnie ładowności).

Jednakże w okresie produkcji tego samochodu w FSC jego konstrukcja ulegała unowocześnieniu (szczególnie w latach 70.), wprowadzono mocniejsze i oszczędniejsze silniki, zmieniono skrzynię biegów, unowocześniono wygląd zewnętrzny. Następcą stał się samochód dostawczy FS Lublin seryjnie produkowany od października 1993 roku.
Konstruktorami pojazdu byli inżynierowie Stanisław Tański oraz Roman Skwarek. Za wygląd nadwozia odpowiedzialny był Julian Kamiński. W szczytowych okresach produkowano 30 tysięcy Żuków rocznie. Samochód produkowany był zarówno na eksport, jak i na rynek krajowy. Nazwa samochodu wzięła się od pasiastego malowania ostatecznej wersji prototypu pojazdu. Została ona zaproponowana przez Juliana Kamińskiego.
Żuk dostępny był w różnych wersjach nadwozia - począwszy od nadwozia typu pick-up w pierwszym modelu A 03, poprzez nadwozia typu furgon i skrzyniowe, wersje do przewozu większej liczby osób (towos, mikrobus), po zabudowę specjalizowaną (samochody pożarnicze, do przewozu pieczywa lub odzieży). Poszczególne wersje tworzone były w FSC lub przez przedsiębiorstwa wykorzystujące znaczny tabor Żuków (np. PTHW). Produkcję Żuków zakończono 13 lutego 1998 roku. Łącznie wyprodukowano 587 500 sztuk wszystkich wersji tego modelu.

## Historia pojazdu

### Żuk A 03
W roku 1956 w lubelskiej Fabryce Samochodów Ciężarowych rozpoczęto prace nad nowym modelem, miał on zapełnić lukę w polskim przemyśle motoryzacyjnym. Projektem kierował początkowo inż. Roman Skwarek, a następnie inż. Stanisław Tański. W krótkim czasie opracowano projekt samochodu dostawczego, w pracy posłużono się podzespołami samochodu osobowego Warszawa M-20. Prototyp został ukończony w roku 1957, otrzymał on nazwę Żuk A 03. Oficjalna prezentacja miała miejsce na Międzynarodowych Targach Poznańskich w roku 1958. W tym samym roku powstała seria 50 pojazdów (tzw. seria próbna). W 1959 r. samochód trafił do produkcji seryjnej, wtedy też zakończono montaż Lublina 51.
Do napędu użyto znanego z Warszawy M-20 dolnozaworowego silnika rzędowego M-20. Była to czterocylindrowa konstrukcja o pojemności 2120 cm³ i mocy maksymalnej 50 KM (38,2 kW). Napęd przenoszony był poprzez trzybiegową skrzynię biegów i jednoczęściowy wał napędowy na koła tylne. Nadwozie oparto na spawanej ramie podłużnicowej. Z Warszawy zaadaptowano także instalację elektryczną o napięciu 12 V, tylny most, wał napędowy, niezależne zawieszenie przednie, oparte na dwóch wahaczach oraz hamulce bębnowe. W samochodzie zastosowano także wzmocnione sprzęgło cierne oraz tylne zawieszenie oparte na  resorach piórowych z jedenastoma piórami.
Samochód posiadał dwudrzwiowe nadwozie typu pick-up. Kabina pasażerska przystosowana była do przewozu dwóch osób. Powierzchnia przestrzeni ładunkowej wynosiła prawie 4 metry kwadratowe, podłoga została wykonana z desek. Dostęp do ładunku możliwy był poprzez otwieraną tylną ściankę. Możliwy był montaż brezentowej opończy na przystosowanych do tego pałąkach.
Żuk A 03 mógł rozpędzić się do około 90 km/h, zużywając przy tym średnio 16 litrów benzyny na 100 kilometrów. Poziom produkcji szybko wzrastał - w 1959 roku powstało 1048 samochodów, w kolejnym 3144. W 1965 r. poziom produkcji wyniósł już 8621 egzemplarzy. Eksport uruchomiono już rok po rozpoczęciu produkcji (1960). Do 1965 r. wyeksportowano prawie 2000 Żuków A 03.

### Dalsze modernizacje Żuka

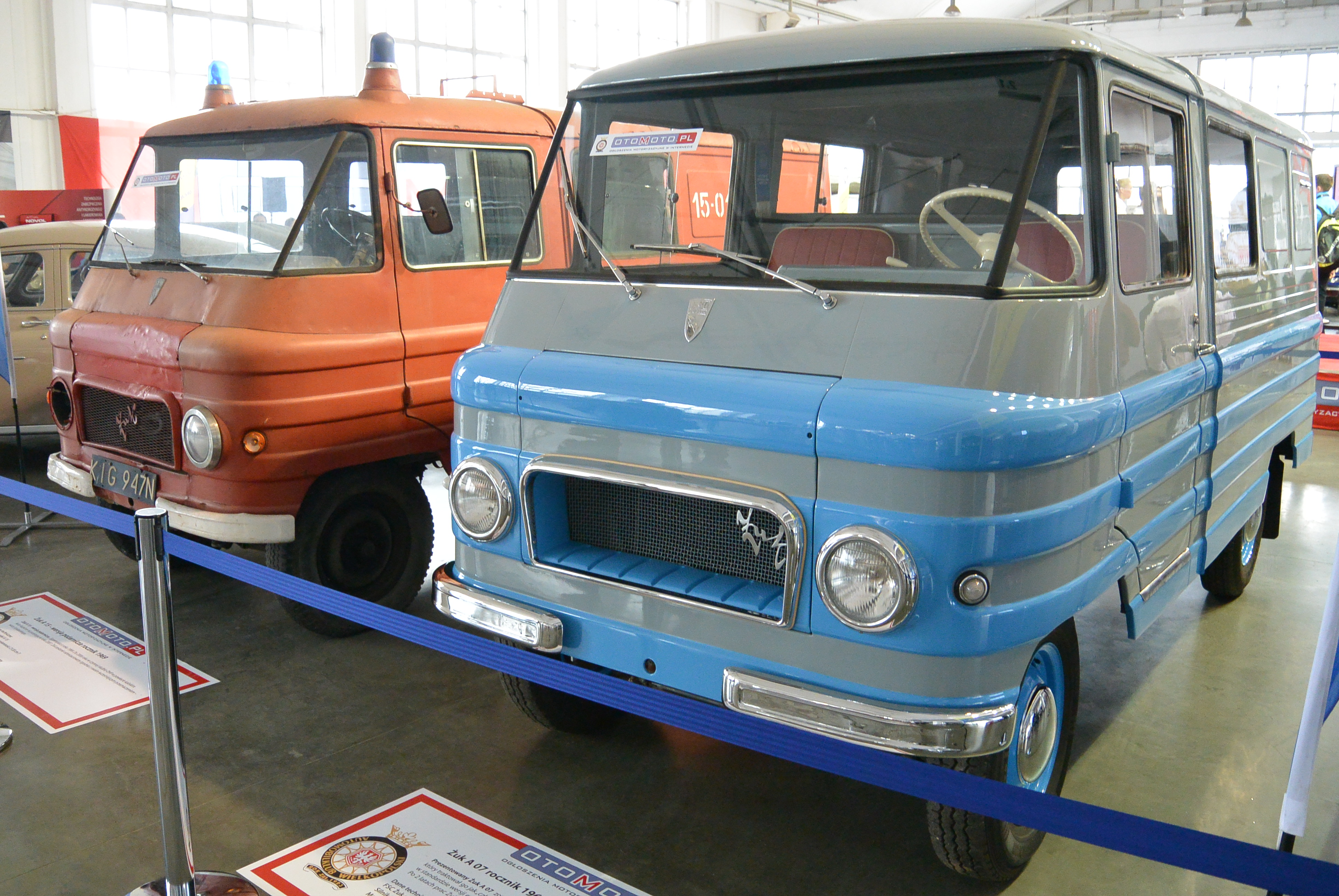
FSC Żuk A-07 z 1968 roku

W latach 1958/1959 wykonano prototyp samochodu dostawczego o ładowności 1500 kg, otrzymał on nazwę Żuk A 08. Pojazd charakteryzował się wzmocnionym zawieszeniem, z tyłu resory piórowe zostały wsparte przez sprężyny śrubowe. W samochodzie zastosowano także będący wtedy w fazie testów silnik górnozaworowy S-21. Zmodyfikowano także szereg innych podzespołów. A 08 odziedziczył kabinę po poprzedniku, nowa była skrzynia ładunkowa. Pojazd przy długości 4500 mm dysponował przestrzenią ładunkową o powierzchni 4,9 m². Kolejny prototyp o oznaczeniu B-40 wykonano pod koniec 1963. Konstrukcyjnie nie różnił się od A 08, całkiem nowa była konstrukcja nadwozia. Stopniowo modernizowano produkowany wówczas model, A 03. Pierwsze zmiany, jakie wprowadzono, to m.in.: przeniesienie zawiasów drzwi przednich ze słupka B na słupek A, zwiększenie liczby piór resorów oraz wzmocnienie ogumienia.
Na początku lat 60. pojawiło się zapotrzebowanie samochód dostawczy o mniejszej ładowności. FSC przygotowało z tego powodu wersję furgon Żuka - A 05. Został on zaprezentowany na XXXIV Międzynarodowych Targach Poznańskich w 1965 roku. Samochód charakteryzował się ładownością na poziomie 850 kg. Produkcję uruchomiono w roku 1966.
W związku z zamówieniem egipskiego odbiorcy Żuków na samochody gaśnicze przygotowane na tamtejszy rynek opracowano wersję specjalną - A 14. Konstrukcja łączyła w sobie elementy wersji A 03 oraz A 05. Samochód został wyposażony w szafki na węże tłoczne, ławkę dla członków załogi, schowek na wyposażenie motopompy oraz drzwi w obu ścianach bocznych. W samochodzie użyto motopompy typu M 800 E zasilanej dwusuwowym silnikiem S-15. Produkcję tej odmiany rozpoczęto w roku 1966.
W 1967 roku  przygotowano Żuka z drewnianą skrzynią ładunkową. Dostępny był on z silnikiem dolnozaworowym (A 09) oraz górnozaworowym (A 11). W tej wersji całkowicie oddzielono kabinę kierowcy od skrzyni ładunkowej o powierzchni 4,6 m². Samochód charakteryzował się ładownością 950 kg oraz dopuszczalną masą całkowitą 2500 kg.

### Era Żuka A 07
W 1968 roku rozpoczęła się produkcja wersji A 15. Był to w zasadzie Żuk A 14, model przeznaczony był jednak na rynek polski. W FSC planowano także wprowadzenie następcy dla modelu A 05. W roku 1970 wdrożono do produkcji nowy model A 07. Samochód odróżniał się od poprzednika nowocześniejszym nadwoziem oraz praktycznymi rozwiązaniami w kabinie pasażerskiej i przestrzeni ładunkowej. Samochód wyposażony został w silnik S-21, mogło nim podróżować maksymalnie siedmiu pasażerów plus 350 kg bagażu. Żuk odniósł sukces na rynku zagranicznym, duża część z nowych samochodów trafiała na eksport, od 1970 r. samochód eksportowano także w częściach. W 1970 roku wyprodukowano 100-tysięcznego Żuka; w tymże roku całkowita produkcja samochodu wyniosła 15 146 sztuk, z czego 6 244 sztuki wyeksportowano. W następnym, 1971 roku, powstało 17 621 Żuków, z czego 10 554 wysłano za granicę. W 1973 roku do produkcji wprowadzono wersję zmodernizowaną (oznaczana dodatkową literą M w nazwie), charakteryzowała się ona nową ścianą przednią kabiny oraz udoskonalonym systemem nawiewu. W 1973 roku wyprodukowano 25 731 egzemplarzy samochodu.

### Ostatnie modernizacje

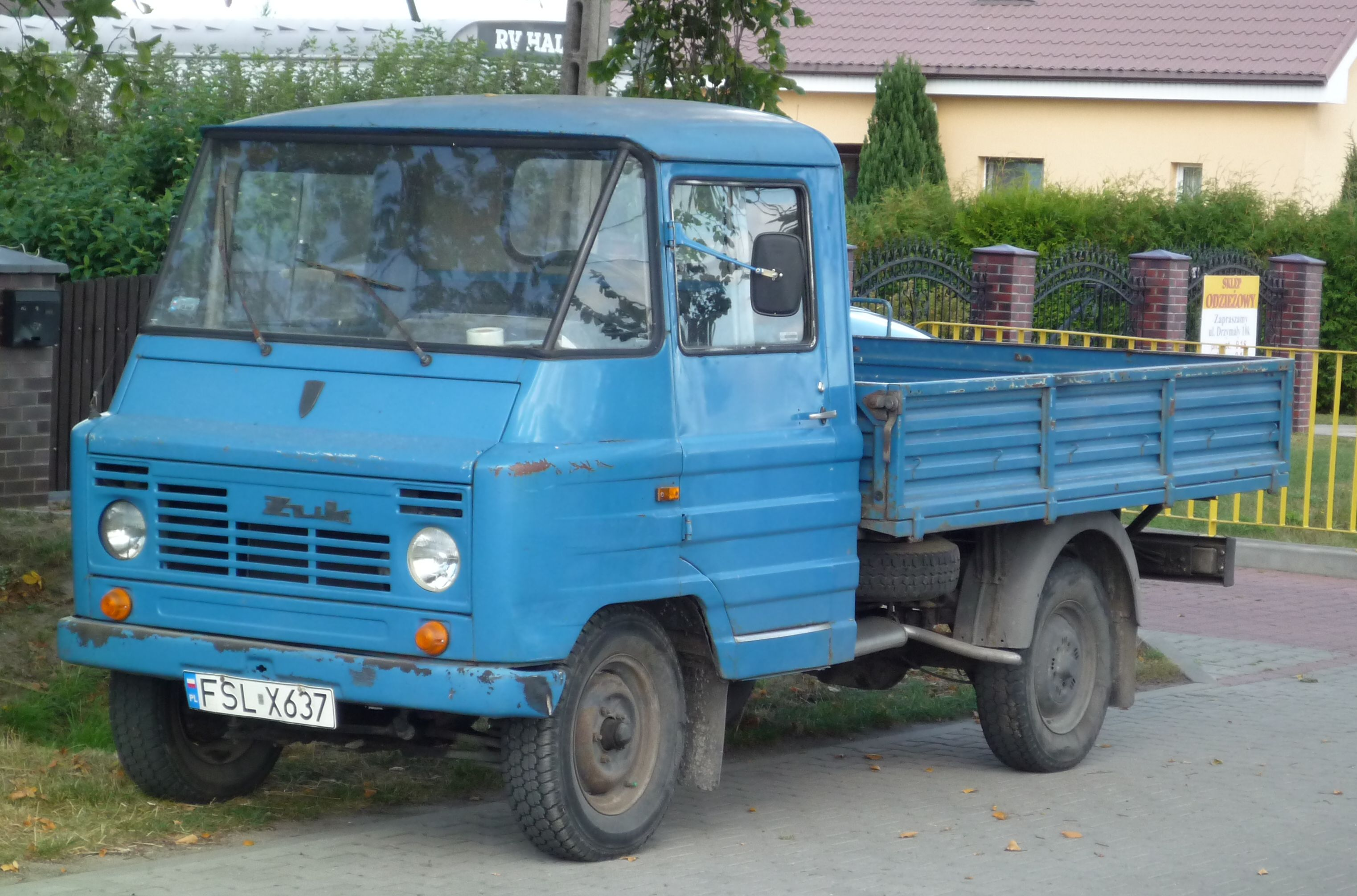
FSC Żuk A-11B

W 1972 roku zaprezentowano publiczności dwa modele koncepcyjne: A 18 (mikrobus) oraz R (wersja rolnicza). Odmiana rolnicza charakteryzowała się dłuższym nadwoziem a w efekcie większymi możliwościami przewozowymi. Weszła ona do produkcji pod koniec roku 1976 (oznaczenie A 16 B). Produkcja tej wersji odbywała się w filii FSC zlokalizowanej w Węgrowie. Samochód przystosowany był do ciągnięcia przyczepy o masie do 725 kg. W 1974 roku przeprowadzono kolejną modernizację, unowocześniono układ hamulcowy, wprowadzając układ dwuobwodowy ze wspomaganiem. Kolejne zmiany nastąpiły w 1975 roku. Zmodernizowano jednostkę napędową, instalację elektryczną oraz nadwozie, dźwignię skrzyni biegów zamiast w kolumnie kierownicy umieszczono w podłodze, wreszcie wycofano silnik M-20. Wersja po tej modernizacji nosiła dodatkowe oznaczenie B (zamiast wcześniejszego M). W tym samym roku wprowadzono nową wersję przygotowaną dla straży pożarnej - A 151 C. Także w 1975 roku osiągnięto rekord produkcji Żuków – powstało wówczas 31 613 samochodów, z czego 10 885 wyeksportowano.
W 1976 roku odbywały się konsultacje z zarządem General Motors na temat udzielenia FSC licencji na produkcję samochodów marki Bedford, takie rozwiązanie miało rozwiązać problem dotyczący znalezienia następcy dla przestarzałego już Żuka. Rozmowy nie odniosły jednak skutku, Żuk produkowany był od tamtego czasu bez większych zmian do 1998 roku. W międzyczasie wprowadzono do palety silnikowej wysokoprężną jednostkę 4C90. Łącznie wyprodukowano 587 500 Żuków, ale ostatni egzemplarz ma numer seryjny 587 818, co może wskazywać na nieco większą ilość, niż podają oficjalne źródła.

### Kalendarium

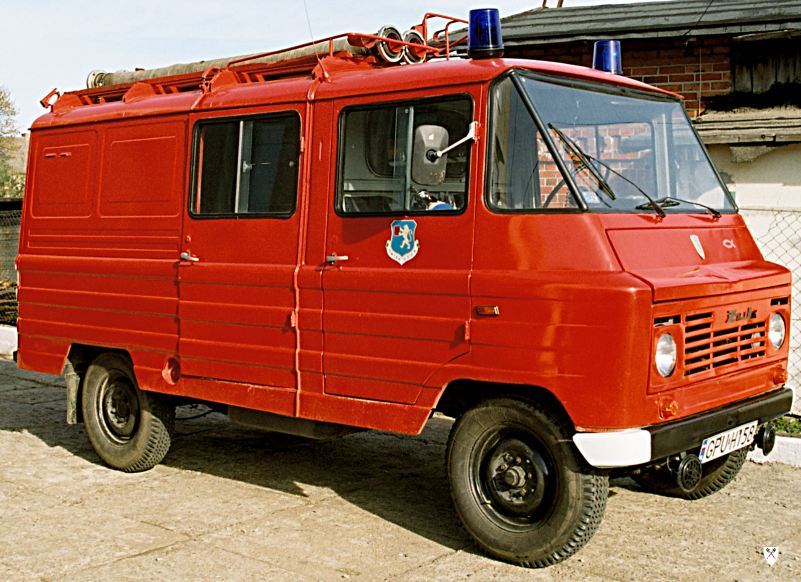
Samochód pożarniczy FSC Żuk A-15C

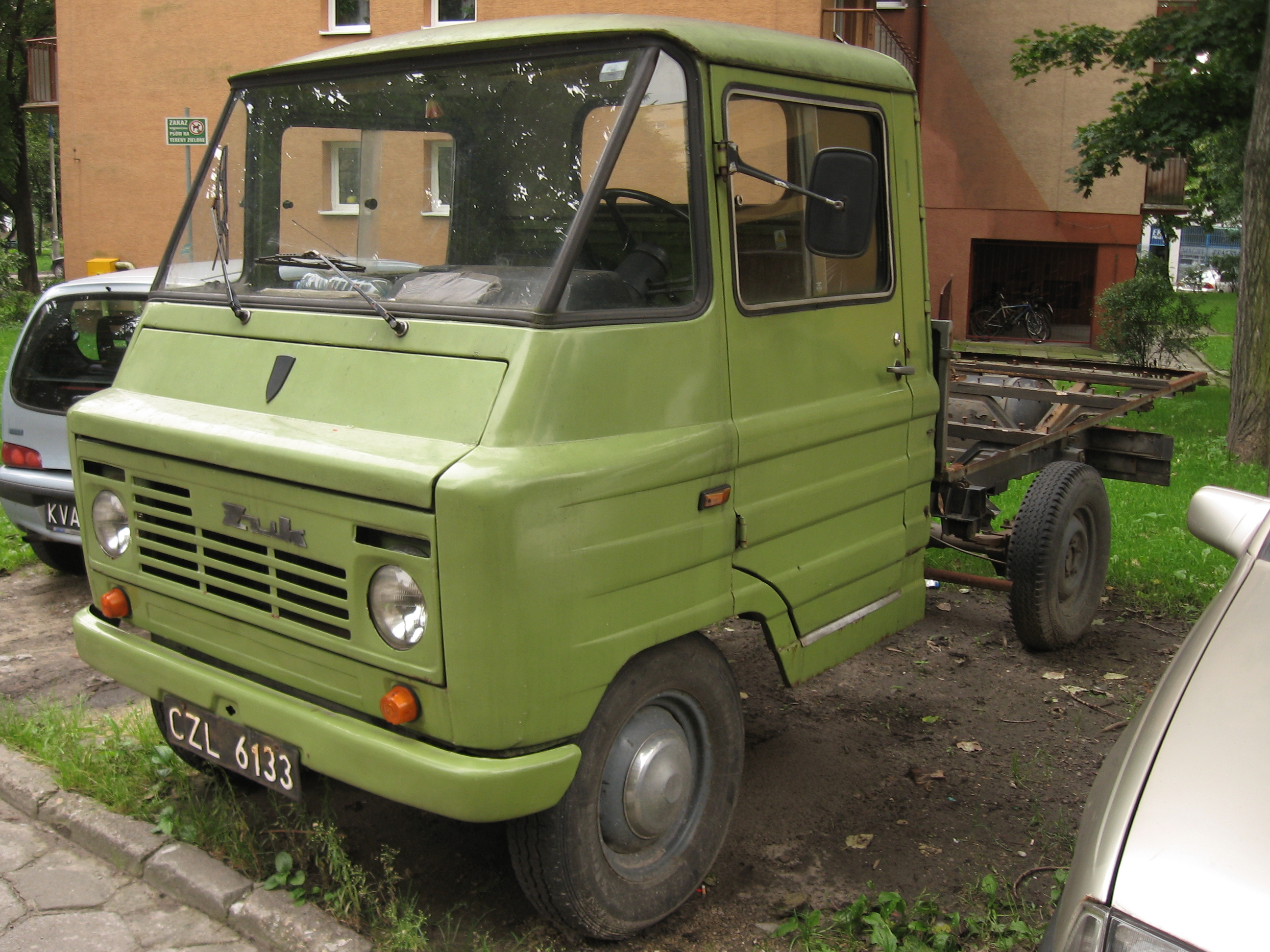
FSC Żuk A-11

- 1956 – w FSC w Lublinie pod kierownictwem inż. Stanisława Tańskiego powstaje projekt.
- 1 maja 1958 – pokaz modelu A 03 (nadwozie pick-up)
- 1958 – próbna seria 50 szt.
- 24 lipca 1959 – rozpoczęcie produkcji seryjnej
- 1964 – wersja A 03 PTHW-2 Pieczywo (nadwozie furgon specjalizowane do przewozu produktów żywnościowych)[5]
- 1965 – wersja A 05 (nadwozie furgon, silnik S-21)[5]
- 1965 – wersja A 13 (wersja eksportowa z silnikiem S-21)[5]
- 1965 – prototyp A 03 PTHW-2 Odzież (nadwozie furgon specjalizowane do przewozu odzieży, silnik M-20)[5]
- 1965 – prototyp A 08 PTHW-1 Pieczywo (nadwozie furgon specjalizowane do przewozu produktów żywnościowych na podwoziu prototypowej wersji A 08 z silnikiem S-21)[5]
- 1966 – zmiana silnika z M-20 na S-21
- 1966 – wersja A 14 (samochód pożarniczy w wersji eksportowej)
- 1967 – modele A 09 (silnik dolnozaworowy M-20) i A 11 (silnik górnozaworowy S-21) z drewnianą skrzynią ładunkową.
- 1968 – model A 15 (samochód pożarniczy na rynek krajowy)
- 1970 – model A 07 (furgon towarowo-osobowy z silnikiem S-21)
- 1970 – rozpoczęcie montażu Żuka w Egipcie w zakładach ELTRAMCO z części dostarczanych z Polski. Pojazd oferowany był tam pod nazwą ELTRAMCO Ramzes i montowany do lat 90. z licznymi modyfikacjami.
- 1972 – model A 18 (dziesięcioosobowy mikrobus) i R z dłuższą kabiną i mniejszą skrzynią ładunkową
- 1973 – wprowadzenie nowej kabiny kierowcy. Samochody z nią miały dodatkową literę M na końcu nazwy typu.
- 1974 – wprowadzono dwuobwodowy układ hamulcowy ze wspomaganiem
- 1977 – model A 151 C (samochód pożarniczy - wersja przystosowana do zamontowania na przednim zderzaku autopompy) 
  - – model A 16 B z dłuższą kabiną dla 6 osób i mniejszą skrzynią ładunkową i przyczepą jednoosiową D-17 o ładowności 350 kg i skrzyni ładunkowej o wymiarach 215 na 175 cm
- 1988 – Wprowadzenie do palety jednostek napędowych wersji z silnikiem wysokoprężnym 4C90 Andoria o pojemności 2417 cm³ i mocy 70 KM[13]
- 1991 – Od tego roku Żuk po zmianie nazwy fabryki występował pod marką FS.
- 1995 – Mitor-01, prototyp wersji szynowej (drezyny) będący rozwinięciem koncepcji szynowej Warszawy M-20 i M-223 (pojemność: 14 pasażerów, prędkość maksymalna: 60 km/h)
- 13 lutego 1998 – zaprzestanie produkcji po wyprodukowaniu 587 818 egzemplarzy[6].

## Żuk w kulturze masowej
- W filmie „Przyjęcie na dziesięć osób plus trzy” z 1973 kierownik Piątek (Leon Niemczyk) wiezie pracowników Żukiem A 03.
- W trzecim odcinku serialu Zmiennicy Katarzyna Piórecka (Ewa Błaszczyk) prowadzi służbowego Żuka A 07.
- W serialu Egzorcysta Bogdan Boner jeździ jednym z egzemplarzy.
- W filmie Zróbmy sobie wnuka, Kawa (Bartłomiej Topa) jeździ żukiem A11.

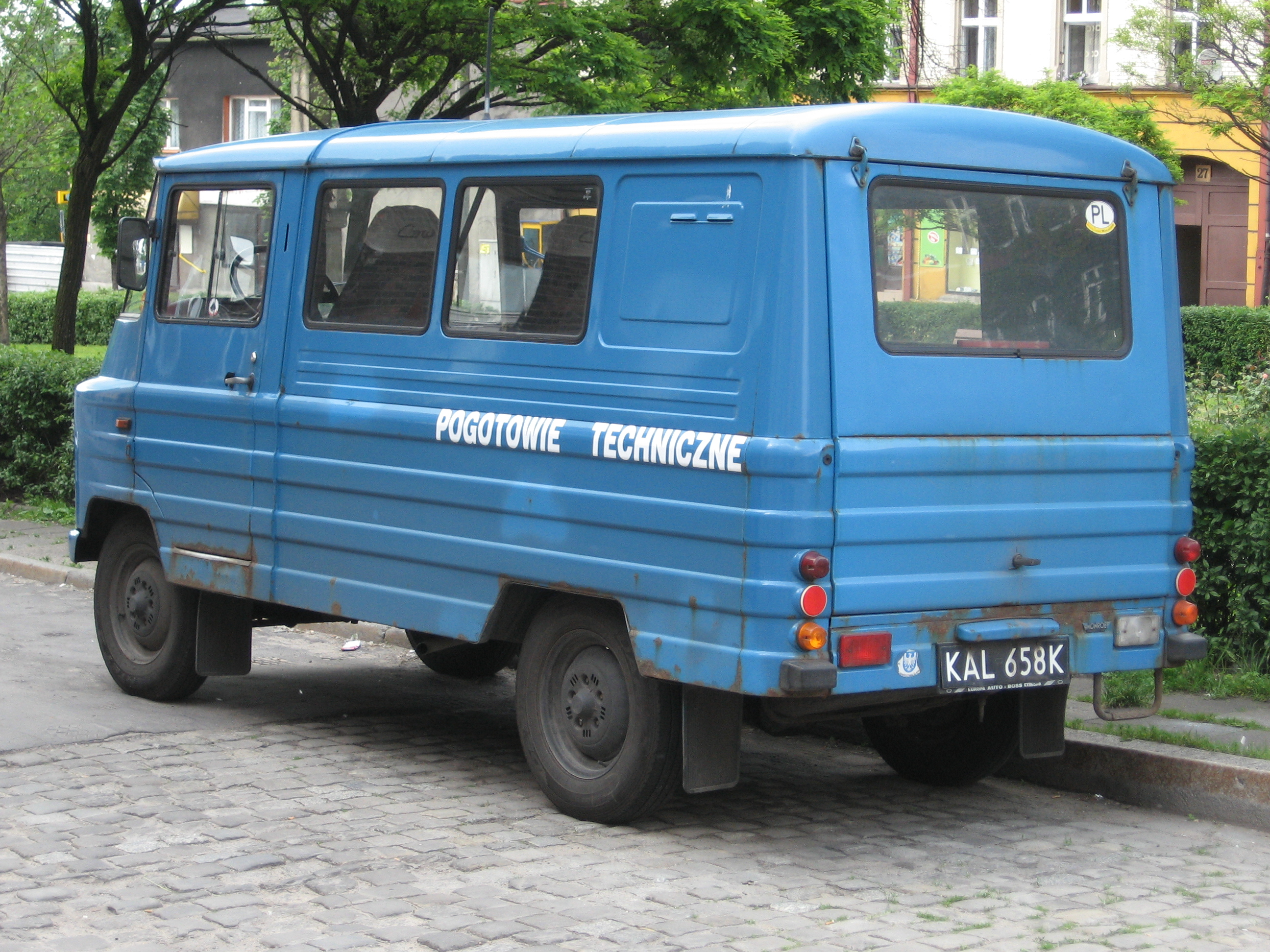
FSC Żuk A-07 – tył pojazdu

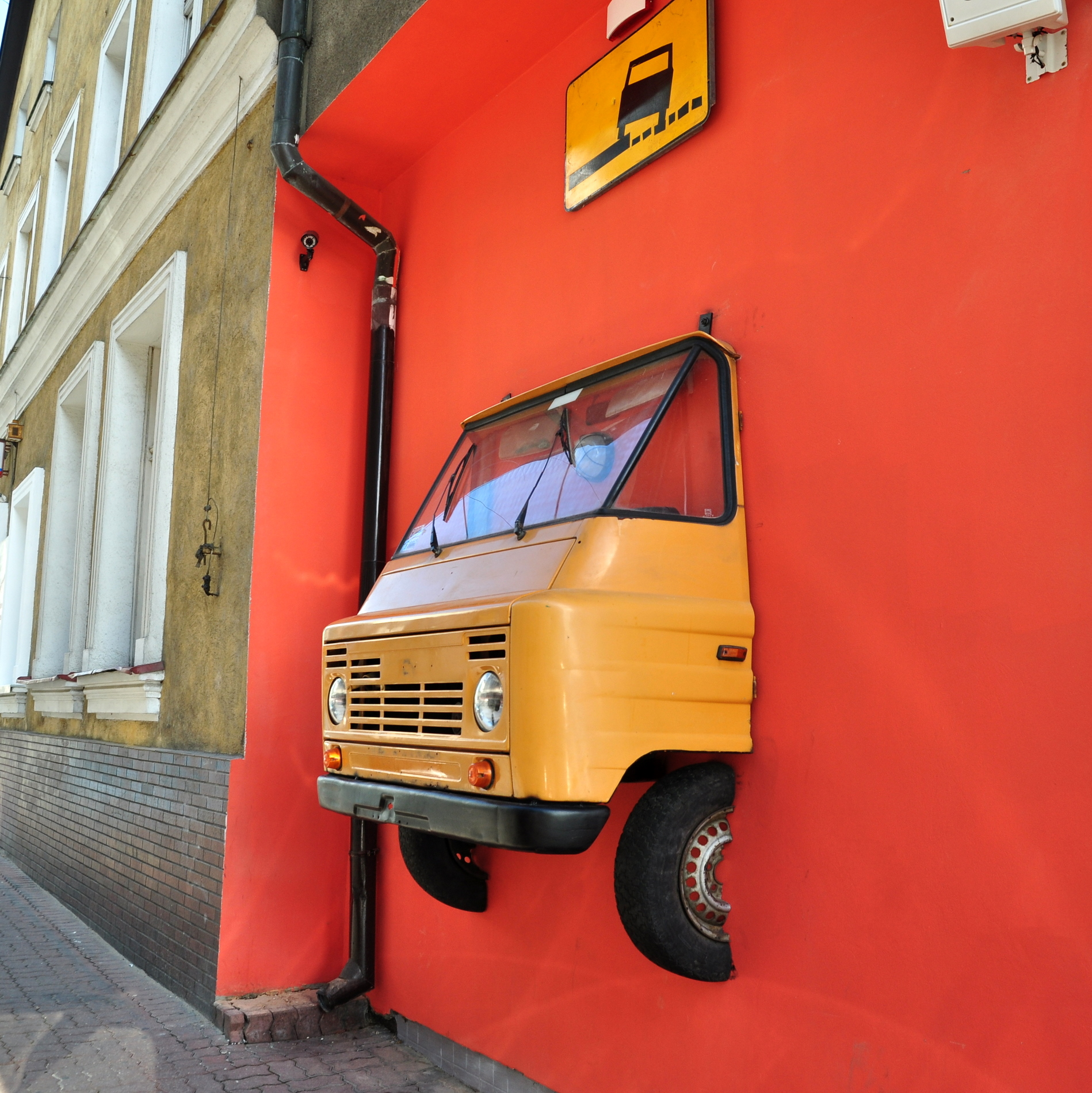
FSC Żuk jako element reklamy klubu nawiązującego do czasów PRL-u

## Dane techniczne
|                          | Żuk A 03 '58    | Żuk A11B '76    | Żuk A 07 '91    |
| ------------------------ | --------------- | --------------- | --------------- |
| Długość całkowita:       | 4310 mm         | 4400 mm         | 4400 mm         |
| Silnik:                  | M-20 (benzyna)  | S-21 (benzyna)  | 4C90 (diesel)   |
| Liczba cylindrów:        | 4               | 4               | 4               |
| Układ rozrządu           | SV              | OHV             | SOHC            |
| Pojemność skokowa:       | 2120 cm³        | 2120 cm³        | 2417 cm³        |
| Moc maksymalna:          | 54 KM           | 70 KM           | 70 KM           |
| Moment maks.:            | 122 Nm/2200 rpm | 150 Nm/2500 rpm | 146 Nm/2500 rpm |
| Zużycie paliwa:          | 16 l/100 km     | 14 l/100 km     | 9 l/100 km      |
| Prędkość maksymalna:     | 90 km/h         | 105 km/h        | 105 km/h        |
| Pow. skrzyni ładunkowej: | 4 m²            | 4,6 m²          | 4 m²            |
| Ładowność:               | 800 kg          | 950 kg          | 900 kg          |
| Masa własna:             | 1340 kg         | 1400 kg         | 1400 kg         |
| Liczba biegów:           | 3+1 (w)         | 3+1 (w)         | 4+1 (w)         |